# 张镇 (1900年)

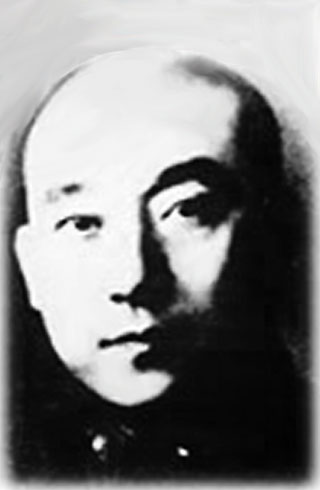

张镇（1900年—1950年2月17日），字申甫，号真夫，湖南常德人，追赠中華民國陸军二级上将。

## 生平
张镇1924年考入黄埔军校第一期六队学员，次年毕业后与乌兰夫、伍修权等人一同被派往莫斯科中山大学学习，在校期间因参与托派活动而于1927年被遣送回国。次年，张以黄埔一期学员身份前往徐州投奔蒋介石，被授予中校军衔，在国民革命军总司令部服务，成为蒋的贴身亲信。1932年，张镇任國民政府軍事委員會委员长侍从室上校侍从副官，次年任特务团少将团长，不久又改任中華民國宪兵第一团团长。
1936年，张出任国民革命军第八师副师长，率部镇守甘肃天水，次年调防江苏。抗日战争爆发后，张率部移师上海。在淞沪战役中，张率部负责南翔一带的防务，身先士卒，屡立战功。10月，张奉命回到南京，出任宪兵司令部副司令，后率宪兵司令部先后驻防长沙和芷江。长沙文夕大火后，张率宪兵第一团驰赴长沙参与主持救灾委员会工作。1940年，张率宪兵司令部移防重庆，升任中将宪兵司令、军事委员会军法执行副总监。
抗战胜利后，毛泽东应邀前往重庆同蒋介石进行和平谈判，张亲自布置对毛的安全保卫工作。国民政府还都南京后，张一度兼任中華民國首都卫戍司令部司令。1949年与周至柔撤往台湾，次年病逝于台北市，追赠陆军二级上将。